# سعود أبو سلطان
سعود أبو سلطان (25 سبتمبر 1979) مغني إماراتي من أصل فلسطيني شارك برنامج سوبر ستار الموسم الأول، حصل على المركز الرابع

## مشواره الفني
ولد لعائلة مكونة لأم سورية وأب فلسطيني
شارك عام 1998 في مسابقة الموسيقى في دبي وفاز في لقب المسابقة رغم التناقض الذي كان يجمع والده بين الأب السياسي والموسيقي.
شارك عام 2003 في برنامج سوبر ستار على شاشة تلفزيون المستقبل وفاز بالمركز الرابع
اصدر أول ألبوم غنائي عام 2004 بعنوان «ماشي وين» وتعاون مع الملحن الكويتي  عبد الله القعود 

### قضية سجنه بتهمة الإغتصاب
في أبريل 2015 رفعت محكمة الإستئناف في دبي عقوبة السجن بحقه من ثلاثة أشهر إلى ثلاث سنوات في قضية اغتصاب فتاة فرنسية من أصول جزائري.
وجاء هذا القرار بعد أن استأنف الفنان الحكم بسجنه 3 أشهر، ليتفاجأ بأن رد المحكمة كان عكس ما توقعه وهو زيادة مدة سجنه، كما رفعت محكمة الإستئناف عقوبة صديقه المتورط أيضاً بالقضية من ثلاثة أشهر إلى عام واحد.
وفي تفاصيل الواقعة، فقد اتهم سعود وصديقه بالاعتداء جنسياً على فتاة فرنسية أثناء تواجدها في فيلا الفنان، ليؤكد محامي الفنان في مرافعته أمام محكمة الجنايات، أن ما حصل بين الفنان والفتاة كان برضاها وليس بجناية اغتصاب أو بالإكراه، وأوضح أن الفنان تعرض للابتزاز من قبل الفتاة للحصول على مبلغ مالي مقابل تنازلها عن القصية، لكنه لم يرضخ للابتزاز بحسب المحامي وصرحت الفتاة أنها تعرضت للاغتصاب عندما كانت غائبة عن الوعي وتحت تأثير الكحول أثناء تواجدها في فيلا الفنان، لتجد نفسها في المستشفى حيث علمت من الأطباء أنها تعرضت لاعتداء جنسي.
وعلى الرغم من أن محكمة الجنايات أضطلعت على القضية ورأت أن ما حصل كان برضا الفتاة وليس بالاغتصاب وقضت بسجن الفنان ستة أشهر، إلا أن محكمة الاستئناف رفعت عقوبة سجنه إلى ثلاث سنوات.

### إصابته بورم في الصدر
في أغسطس 2020 تم تشخيصه بورم في منطقة الصدر ليجري عملية جراحية للتخلص منه وتبين بأنه حميد.

## أعماله

### ألبومات[5]
| الألبوم        | العام | المنتج       |
| -------------- | ----- | ------------ |
| ماشي وين       | 2004  | ميوزيك ماستر |
| سعود أبو سلطان | 2008  | روتانا       |

### أغاني منفردة[6]
| الأغنية          | الشاعر       | الملحن         |
| ---------------- | ------------ | -------------- |
| بردان            | محمد القاسمي | محمود أنور     |
| عم نبكي يا بيروت | فادي أسعد    | سعود أبو سلطان |
| راحو             | مشرف العتابي | نغم            |

### أغاني مصورة
| الأغنية                   | المخرج          | المنتج       |
| ------------------------- | --------------- | ------------ |
| بعده عطرك                 | نويل باسيل      | إنتاج خاص    |
| صابني                     | حسين عبد الرحمن | إنتاج خاص    |
| يمكن أرجعلك               | رأفت البدر      | إنتاج خاص    |
| لما قالتلي ديو مع ميكايلا | مازن فياض       | إنتاج خاص    |
| اتهمني                    | عادل سرحان      | روتانا       |
| الله يسهلا                | فادي حداد       | روتانا       |
| ماشي وين                  | ناصر فقيه       | ميوزيك ماستر |

### في السينما
- شارك عام 2006 بالفيلم الخليجي طرب فاشن مع ميساء مغربي